# نیتان دی کت
نیتان دی کت (انگلیسی: Nathan De Cat؛ زادهٔ ۱۹ ژوئیهٔ ۲۰۰۸) بازیکن فوتبال اهل بلژیک است که در حال حاضر برای باشگاه فوتبال اندرلشت فیوچرز، تیم دوم باشگاه فوتبال اندرلشت بازی می‌کند. 
وی همچنین در تیم ملی فوتبال زیر ۱۷ سال بلژیک بازی کرده است.

## حرفه
دی کت محصول جوانی از آکادمی اندرلشت است که اولین قرارداد خود را در اکتبر ۲۰۲۳ امضا کرد. او در ۲۲ فوریه ۲۰۲۴، در یک پیروزی ۰–۱ خارج از خانه در برابر باشگاه فوتبال استاندارد لیژ، اولین بازی حرفه‌ای خود را انجام داد.